# Lophiotoma pseudoannulata
Lophiotoma pseudoannulata é uma espécie de gastrópode do gênero Lophiotoma, pertencente a família Turridae.